# Walter Heitler
Heinrich Walter Heitler (Karlsruhe, 2 de gener de 1904 - Zúric, 15 de novembre de 1981) fou un físic alemany que va realitzar contribucions a l'electrodinàmica quàntica i la teoria quàntica de camps. Va dur la química a la mecànica quàntica a través de la seva teoria d'enllaç de valència.

## Educació
El 1922, Heitler va començar el seu estudi de la física a l'institut de Tecnologia de Karlsruhe, el 1923 a la Universitat Humboldt de Berlín, i el 1924 a la Universitat Ludwig Maximilians de Múnic (LMU), on va estudiar sota la supervisió d'Arnold Sommerfeld i Karl Herzfeld. Aquest últim va ser el seu director de tesi quan va obtenir el seu doctorat el 1926; Herzfeld impartia cursos en física teòrica i una altra de química física tot i que en absència de Sommerfeld sovint es va fer càrrec de les seves classes Del 1926 al 1927, va ser becari de postgrau per la Fundació Rockefeller fent recerca amb N. E. J. Bjerrum-Bohr a l'Institut de Física Teòrica de la Universitat de Copenhaguen i amb Erwin Schrödinger a la Universitat de Zúric. Més tard, va esdevenir assistent de Max Born a l'Institut de Física Teòrica de la Universitat Georg-August de Göttingen. Heilter va completar la seva habilitació sota la supervisió de Born el 1929, i després es va mantenir com un docent privat fins a 1933.
En el moment que Heitler va rebre el seu doctorat, tres instituts de Física Teòrica van formar un consorci que treballava en els problemes clau de l'època, com ara l'estructura atòmica i molecular, i l'intercanvi d'informació científica i personal en els seus objectius científics. Aquests centres estaven ubicats al LMU, sota la supervisió d'Arnold Sommerfeld, a la Universitat de Göttingen, sota la supervisió de Max Born, i a la Universitat de Copenhaguen, sota la supervisió de Niels Bohr. D'altra banda, Werner Heisenberg i Born acabava de publicar recentment la seva trilogia de treballs que va posar en marxa la formulació de la mecànica matricial de la mecànica quàntica.
A més, a principis de 1926, Erwin Schrödinger, a la Universitat de Zúric, va començar a publicar el seu quintet de papers que va posar en marxa la formulació de la mecànica d'ones de la mecànica quàntica i va mostrar que la mecànica ondulatòria i la mecànica matricial formulacions eren equivalents. Aquests documents immediatament van posar el personal dels principals instituts de física teòrica a l'aplicació d'aquestes noves eines per comprendre l'estructura atòmica i molecular. Va ser en aquest ambient que Heitler va aconseguir la beca de la Fundació Rockefeller, deixant LMU i se'n va anar a fer recerca durant un termini de dos anys amb les figures més destacades de l'època en la física teòrica, amb Bohr a Copenhaguen, Schrödinger a Zuric, i Born a Göttingen.